# 25. Goya-gála
A 25. Goya-gála során a 2010-ben bemutatott spanyol filmeket értékelték. A jelölteket az Academy of Cinematographic Arts and Sciences of Spain választotta ki. A jubileumi, 25. évforduló alkalmából a madridi Teatro Real operaházban tartották meg a ceremóniát, amit a Televisión Española közvetítette 2011. február 13-án. A műsor házigazdája Andreu Buenafuente volt. A gála során Mario Camus kapta meg a tiszteletbeli Goya-díjat.

## Győztesek és jelöltek
A nyertesek félkövérrel jelölve.

### Fő díjak
| Legjobb film | Legjobb rendező |
| --- | --- |
| - Fekete lelkek - Egy őrült szerelem balladája - Élve eltemetve - Ismeretlen föld | - Agustí Villaronga – Fekete lelkek - Álex de la Iglesia – Egy őrült szerelem balladája - Rodrigo Cortés – Élve eltemetve - Icíar Bollaín – Ismeretlen föld    |
| Legjobb férfi főszereplő | Legjobb női főszereplő |
| - Javier Bardem – Biutiful - Antonio de la Torre – Egy őrült szerelem balladája - Ryan Reynolds – Élve eltemetve - Luis Tosar – Ismeretlen föld                                                | - Nora Navas – Fekete lelkek - Elena Anaya – Egy éjszaka Rómában - Emma Suárez – La mosquitera - Belén Rueda – Los ojos de Julia                               |
| Legjobb férfi mellékszereplő | Legjobb női mellékszereplő |
| - Karra Elejalde – Ismeretlen föld - Eduard Fernández – Biutiful - Álex Angulo – El Gran Vázquez - Sergi López – Fekete lelkek                                                                 | - Laia Marull – Fekete lelkek - Terele Pávez – Egy őrült szerelem balladája - Ana Wagener – Biutiful - Pilar López de Ayala – Lope                             |
| Legjobb új színész | Legjobb új színésznő |
| - Francesc Colomer – Fekete lelkek - Manuel Camacho – Entrelobos - Juan Carlos Aduviri – Ismeretlen föld - Oriol Vila – Todas las canciones hablan de mí                                       | - Marina Comas – Fekete lelkek - Carolina Bang – Egy őrült szerelem balladája - Natasha Yarovenko – Egy éjszaka Rómában - Aura Garrido – Tervek holnapra       |
| Legjobb eredeti forgatókönyv | Legjobb adaptált forgatókönyv |
| - Élve eltemetve – Chris Sparling - Egy őrült szerelem balladája – Álex de la Iglesia - Biutiful – Alejandro González Iñárritu, Armando Bó, Nicolás Giacobone - Ismeretlen föld – Paul Laverty | - Fekete lelkek – Agustí Villaronga - Elisa K – Jordi Cadena - Egy éjszaka Rómában – Julio Medem - A felhők fölött 3 méterrel – Ramón Salazar                  |
| Legjobb iberoamerikai film | Legjobb európai film |
| - Egy hal élete – Chile - Contracorriente: Árral szemben – Peru - Szomszéd átok – Argentína - El infierno – Mexikó                                                                             | - A király beszéde – Egyesült Királyság - A próféta – Franciaország - Szellemíró – Franciaország/Németország/Egyesült Királyság - A fehér szalag – Németország |
| Legjobb új rendező | Legjobb animációs film |
| - David Pinillos – Bon Appétit - Emilio Aragón – Papírmadarak - Juana Macías – Tervek holnapra - Jonás Trueba – Todas las canciones hablan de mí                                               | - Chico & Rita - El tesoro del rey Midas - La tropa de trapo en el país donde siempre brilla el sol - Las aventuras de Don Quijote                             |

### Egyéb díjak
| Legjobb operatőr | Legjobb vágás |
| --- | --- |
| - Fekete lelkek – Antonio Riestra - Egy őrült szerelem balladája – Kiko de la Rica - Biutiful – Rodrigo Prieto - Élve eltemetve – Eduard Grau | - Élve eltemetve – Rodrigo Cortés - Egy őrült szerelem balladája – Alejandro Lázaro - Biutiful – Stephen Mirrione - Ismeretlen föld – Ángel Hernández Zoido |
| Legjobb látványtervezés | Legjobb gyártásvezető |
| - Fekete lelkek – Ana Alvargonzález - Egy őrült szerelem balladája – Edou Hydallgo - Biutiful – Brigitte Broch - Lope – César Macarrón | - Ismeretlen föld – Cristina Zumárraga - Egy őrült szerelem balladája – Yousaf Bhokari - Lope – Edmon Roch Colom and Toni Novella - Fekete lelkek – Aleix Castellón |
| Legjobb hang | Legjobb vizuális effektusok |
| - Élve eltemetve – Urko Garai, Marc Orts, James Muñoz - Egy őrült szerelem balladája – Charly Schmukler, Diego Garrido - Fekete lelkek – Dani Fontrodona, Fernando Novillo, Ricard Casals - Ismeretlen föld – Emilio Cortés, Nacho Royo-Villanova, Pelayo Gutiérrez | - Egy őrült szerelem balladája – Reyes Abades, Ferrán Piquer - Élve eltemetve – Gabriel Paré, Álex Villagrasa - Lope – Raúl Romanillos, Marcelo Siqueira - Ismeretlen föld – Gustavo Harry Farias, Juanma Nogales                                                                 |
| Legjobb jelmeztervezés | Legjobb smink |
| - Lope – Tatiana Hernández - Egy őrült szerelem balladája – Paco Delgado - Fekete lelkek – Mercè Paloma - Ismeretlen föld – Sonia Grande | - Egy őrült szerelem balladája – José Quetglas, Pedro Rodríguez "Pedrati", Nieves Sánchez Torres - Lope – Karmele Soler, Martín Trujillo Macías, Paco Rodríguez - Fekete lelkek – Alma Casal, Satur Merino - Ismeretlen föld – Karmele Soler, Paco Rodríguez                      |
| Legjobb eredeti filmzene | Legjobb eredeti dal |
| - Ismeretlen föld – Alberto Iglesias - Egy őrült szerelem balladája – Roque Baños - Biutiful – Gustavo Santaolalla - Élve eltemetve – Víctor Reyes | - "Que el soneto nos tome por sorpresa" (Jorge Drexler) – Lope - "In The Lap of The Mountain" (Víctor Reyes, Rodrigo Cortés) – Élve eltemetve - "Loving Strangers" (Russian Red) – Egy éjszaka Rómában - "No se puede vivir con un franco" (Emilio Aragón Álvarez) – Papírmadarak |
| Legjobb rövidfilm | Legjobb animációs rövidfilm |
| - Una caja de botones - Adiós papá, adiós mamá - A dolgok rendje - Zumo de limón | - La bruxa - Exlibris - The Tower of Time - Vicenta |
| Legjobb dokumentumfilm | Legjobb rövid dokumentumfilm |
| - Bicycleta, cuchara, manzana - Ciudadano Negrín - How Much Does Your Building Weigh, Mr. Foster? - María y yo | - Memorias de un cine de provincias - El cine libertario: cuando las películas hcen historia - El pabellón alemán - Un dios que ya no ampara |

## Fordítás
- Ez a szócikk részben vagy egészben  a(z)   25th Goya Awards című angol Wikipédia-szócikk fordításán alapul.  Az eredeti cikk szerkesztőit annak laptörténete sorolja fel. Ez a jelzés csupán a megfogalmazás eredetét és a szerzői jogokat jelzi, nem szolgál a cikkben szereplő információk forrásmegjelöléseként.